# Falkenbergs Fotbollförening
O Falkenbergs Fotbollförening - conhecido como Falkenberg - é um clube de futebol da Suécia fundado em 3 de janeiro de 1928. Sua sede fica localizada em Falkenberg.

## Títulos
Em 2013, o clube foi o campeão da Segunda Divisão 2013.

### Elenco
Atualizado em 8 de Janeiro de 2015
Nota: Bandeiras indicam equipe nacional, conforme definido pelas regras de elegibilidade da FIFA. Os jogadores podem ter mais de uma nacionalidade não-FIFA.
| N.º |        | Posição | Jogador                       |
| --- | ------ | ------- | ----------------------------- |
| 1   | Suécia | G       | Otto Martler                  |
| 2   | Suécia | D       | Rasmus Sjöstedt               |
| 3   | Suécia | M       | Hampus Svensson               |
| 4   | Suécia | D       | Daniel Johansson              |
| 6   | Suécia | M       | Rasmus Andersson              |
| 7   | Suécia | M       | David Svensson (capitão)      |
| 8   | Suécia | D       | Tobias Karlsson               |
| 11  | Suécia | M       | Johannes Vall                 |
| 12  | Suécia | M       | Christoffer Carlsson          |
| 13  | Suécia | D       | Adam Eriksson                 |
| 14  | Suécia | D       | Per Karlsson                  |
| 15  | Suécia | A       | Stefan Rodevåg (vice capitão) |
| 17  | Suécia | G       | Alexander Lundin              |

| N.º |               | Posição | Jogador                                     |
| --- | ------------- | ------- | ------------------------------------------- |
| 18  | África do Sul | D       | Junaid Sait                                 |
| 19  | Suécia        | M       | Johan Svahn                                 |
| 20  | Suécia        | M       | Calle Wede                                  |
| 21  | Nova Zelândia | M       | Dan Keat                                    |
| 22  | Gana          | A       | Godsway Donyoh (emprestado Manchester City) |
| 24  | Suécia        | G       | Johan Brattberg                             |
| 26  | Suécia        | D       | Johan Marting                               |
| 27  | Suécia        | A       | Zlatan Krizanović                           |
| 33  | Suécia        | D       | Tibor Joza                                  |
| 77  | Suécia        | M       | Kamal Mustafa                               |
| —   | Egito         | M       | Alexander Jakobsen                          |
| —   | Gana          | M       | Enock Kwakwa                                |
| —   | Inglaterra    | A       | Hakeem Araba                                |

## Uniformes

### 1º Uniforme
| 2019–2020 | 2017–2019 | 2016 | 2014–2015 | 2010–2011 |

### 2º Uniforme
| 2019–2020 | 2017–2019 | 2016 | 2014–2015 | 2010–2011 |